# УР-07
УР-07 «Пересортировка» — российская установка дистанционного разминирования. Разработана в конструкторском бюро Рубцовского машиностроительного завода.

## Серийное производство
По состоянию на 2009 год, государственный оборонный заказ предусматривал поставку как минимум одной установки разминирования УР-07М. Стоимость одной машины составляла 54 052 870 рублей.

## Описание конструкции
Установка разминирования УР-07М предназначена для проделывания проходов в минных полях. Разминирование может производиться как с земли, так и с плава. Для проделывания проходов в машине установлена пусковая установка с зарядами разминирования УЗП-06 или УЗП-06Д и механизмом отцепки тормозного каната. Дальность подачи зарядов УЗП-06 составляет 340 метров, а УЗП-06Д — 1 км. Масса соответственно 2,85 т и 1,35 т. Кроме того в состав оборудования машины входит крановое оборудование и подъёмный механизм пусковой установки. Шасси оборудовано приборами наблюдения за местностью, а также средствами связи, тушения пожаров, отопления и кондиционирования воздуха. Для маскировки машины на поле боя на корпусе установлена система постановки дымовых завес 902В «Туча», состоящая из 6 гранатомётов калибра 81-мм для стрельбы дымовыми гранатами.
Всё оборудование машины размещается на базе 6-ти каткового гусеничного шасси. Шасси является модификацией шасси боевой машины пехоты БМП-3. однако в отличие от базового варианта выполнено из стальной конструкции вместо алюминия, что позволило снизить стоимость машины и увеличить ремонтопригодность, при сохранении подвижности, проходимости, защищённости и прочих характеристик базового изделия.

## Модификации
- УР-07 — базовый вариант
- УР-07М — модифицированная версия